# Patí Hoquei Club Sant Cugat
El Patí Hoquei Club Sant Cugat és un club d'hoquei sobre patins de Sant Cugat del Vallès.
Els inicis del PHC Sant Cugat com a club d'hoquei són l'any 1967, amb diversos entrenaments, i el seu primer partit es va disputar el 8 de desembre de 1969 amb el Cerdanyola CH. Dels jugadors més destacats sorgits del planter del club destaca Ramon Canalda.
Pel que fa a l'equip femení, diverses de les seves jugadores han participat en competicions internacionals a nivell de seleccions, tant amb la selecció estatal com amb la catalana. L'equip va perdre la màxima categoria la temporada 2014/15, no obstant això, va ascendir a la següent mitjançant la victòria de la Lliga Nacional Catalana Femenina de manera invicta (16 victòries i 6 empats), temporada en la que també va aconseguir la seva primera Copa de la Generalitat.

## Palmarès

### Categoria femenina
- 1 Copa de la Lliga Nacional Femenina (2012)
- 1 Lliga Nacional Catalana Femenina (2015/16)
- 1 Copa Generalitat d'hoquei sobre patins femenina: 2015-16[3]